# Enicospilus gibbus
Enicospilus gibbus är en stekelart som beskrevs av Ian D. Gauld och Mitchell 1981. Enicospilus gibbus ingår i släktet Enicospilus och familjen brokparasitsteklar. Inga underarter finns listade i Catalogue of Life.